# Neocteniza occulta
Espèce
Neocteniza occulta est une espèce d'araignées mygalomorphes de la famille des Idiopidae.

## Distribution
Cette espèce est endémique du Panama.

## Description
La femelle holotype mesure 21,46 mm.

## Publication originale
- Platnick & Shadab, 1981 : Two new species of the mygalomorph spider genus Neocteniza (Araneae, Actinopodidae). Bulletin of the American Museum of Natural History, vol. 170, p. 76-79 (texte intégral).